# Endeis boehmi
Endeis boehmi is een zeespin uit de familie Endeidae. De soort behoort tot het geslacht Endeis. Endeis boehmi werd in 1890 voor het eerst wetenschappelijk beschreven door Schimkewitsch. 